# Something Happened
Something Happened (Alguma coisa mudou no Brasil) é o segundo livro de Joseph Heller. 

## Sinopse
Something Happened é muito mais sombrio que seu predecessor. Enquanto Catch-22 segue um tom frenético, com um narrador omniscente, neste o tom consiste em grande parte dos monólogos internos profundo (e às vezes repetitivo) do protagonista, Bob Slocum, que lamenta a passagem do tempo, o sumiço de velhos amigos e oportunidades, a futilidade de sua carreira, a estagnação de seu casamento e a impossibilidade de ser um bom pai. 

## Significância literária e críticas
Something Happened não alcançou o mesmo nível de sucesso comercial de seu predecessor, embora tenha sido bem recebido pela crítica e considerado o melhor trabalho de Heller por Kurt Vonnegut. 